# 澤田秀太
澤田 秀太（さわだ ひでたか、1981年11月2日 - ）は、日本の実業家。ベストワンドットコム創業者で、同社代表取締役会長兼ファイブスタークルーズ代表取締役会長、エイチ・アイ・エス取締役。

## 人物・来歴
東京都出身。エイチ・アイ・エス創業者である澤田秀雄の長男。学習院大学経済学部卒業後、2005年日興コーディアル証券入社。2006年澤田ホールディングス取締役に就任し、子会社エイチ・エス証券取締役を兼任。2012年オンライン旅行会社のベストワンドットコムを創業者である実姉より引継ぎ、同社代表取締役社長に就任。同年ファイブスタークルーズを子会社化して同社代表取締役社長を兼任。2016年ファイブスタークルーズ代表取締役会長。クルーズ客船での格安クルージングを取り扱って急成長を遂げ、父親との仕事上の取引は行わずに独力で、2018年に東京証券取引所マザーズに上場を果たした。2019年えびす旅館代表取締役。2020年エイチ・アイ・エス取締役。2022年ベストワンドットコム代表取締役会長、エイチ・アイ・エス取締役上席執行役員国内旅行事業戦略担当兼投資戦略部長。2023年エイチ・アイ・エス取締役上席執行役員個人旅行事業戦略担当兼国内旅行担当兼投資戦略本部本部長。